# Break the Silence
『Break the Silence』（ブレイク・ザ・サイレンス）は1998年3月5日、バンダイ・ミュージックエンタテインメントより発売されたinfixのアルバムである。

## 解説
最後の4人編成時代のオリジナル・アルバム。
シングル収録曲「STILL ALONE」以外は堤秀樹と共同編曲。

## 収録曲
- 作詞・作曲：長友仍世（特記以外）／編曲：堤秀樹・infix（特記以外）

1. Hang Him High
作詞：長友仍世　作曲：佐藤晃
2. 切手とダイヤモンド
作詞・作曲：野間口ヒロシ
3. Beautiful Girl
4. STILL ALONE
編曲：笹路正徳・infix
  - フジテレビ系「甘い結婚」挿入歌
5. Crying in the Rain
6. SHAKE YOU UP!
7. 罪と罰
8. 愛を殺して
作詞：長友仍世／作曲：佐藤晃
9. I LOVE…
作詞・作曲：佐藤晃
10. Break the Silence
作詞：長友仍世／作曲：野間口ヒロシ